# 小行星6368
小行星6368（6368 Richardmenendez）是一颗围绕太阳公转的小行星。1983年9月1日，亨利·德波鸿诺在拉西拉天文台发现了此天体。
这颗小行星的绝对星等为129.7663922500213等。